# Sitio Ramsar entre los ríos Pura y Mokoritto
El sitio Ramsar entre los ríos Pura y Mokoritto ocupa una extensión de 11.250 km², al oeste de la península de Taimyr, en el ókrug autónomo de Taimiria, en el norte de Rusia. Taimiria es la división administrativa más septentrional y grande de Rusia, con 826.100 km² y menos de 40.000 habitantes, lo que permite una gran extensión al sitio Ramsar, número 697, creado en 1994 en zona deshabitada. Pertenece al krái de Krasnoyarsk.

## Los ríos
Los ríos Pura (Пура), de 396 km de longitud, y Mokoritto ((Мокоритто), de 310 km, son afluentes por la izquierda del río Piasina y drenan una inmensa zona despoblada al sur del mar de Kara, donde desemboca el Piasina.
El río Mokoritto drena una zona de 4500 km² en el borde meridional de las tierras bajas del norte de Siberia formando numerosos meandros. El río se alimenta del deshielo y de las lluvias, baja de nivel en invierno y sube en primavera y verano. El río Pura (Pyra en el siglo XVII) se encuentra al oeste, tiene un área de captación de 28.300 km², nace en el lago Purinsky, a 19 m de altitud, y desemboca, a solo 15 cm por encima del nivel del mar, en el Piasina, a 157 km de su desembocadura.

## Características
El sitio Ramsar es una llanura montañosa con una extensa red de ríos, arroyos y lagos que sostienen diversas comunidades de tundra ártica que la distinguen de las monótonas tundras adyacentes. Los hábitats incluyen tundra de musgo y herbazales del género Eriophorum, zonas pantanosas arbustivas, y turberas con montículos, irregulares y poligonales. Hay importantes lugares de alimentación para aves rapaces y hábitats de reproducción para el zorro ártico y los lemmings. El sitio es compatible con las especies de aves amenazadas barnacla cuellirroja y ánsar chico. Alberga un gran número de aves acuáticas que se reproducen y mudan, en particular el ánsar careto, el ánsar campestre y la barnacla cuellirroja, alrededor del 25% de la población de la península de Taimyr. En el sitio Ramsar vive el 80% de la población de renos salvajes (caribúes) de  Taimyr. Las actividades humanas incluyen la caza comercial del zorro ártico, la caza de aves y la pesca artesanal. Hay una estación biológica en el sitio.
En la península de Taimyr hay varias reservas naturales que cubren una zona de 12 millones de hectáreas (120.000 km²). Destacan entre las zonas protegidas la meseta de Putorana, reconocida como patrimonio de la humanidad, donde se halla la Reserva natural estatal de Putorana, donde hay unos 25.000 lagos, al sur del sitio Ramsar, la zona costera ártica y las islas. Además, hay dos santuarios naturales, Purinsky y Severozemelsky.